# Campeonato Gaúcho de Futebol de 1983 - Série A
O Campeonato Gaúcho de Futebol de 1983, foi a 63ª edição da competição no Estado do Rio Grande do Sul. Participaram 12 clubes, não houve rebaixamento. Os clubes jogaram entre si, e os oito melhores passaram para fase final. O campeonato teve seu início em 16 de março e o término em 27 de novembro de 1983. O campeão deste ano foi o Internacional.

## Participantes
| - Aimoré (São Leopoldo)16ª - Bagé (Bagé)20ª - Brasil de Pelotas (Pelotas)30ª - Caxias (Caxias do Sul)22ª - Esportivo (Bento Gonçalves)13ª - Grêmio (Porto Alegre)41ª - Internacional (Porto Alegre)39ª - Inter-SM (Santa Maria) 17ª - Juventude (Caxias do Sul)21ª - Novo Hamburgo (Novo Hamburgo)39ª - São Borja (São Borja)9ª - São Paulo (Rio Grande)13ª |

## Octogonal
- Classificação

| 1º Internacional 2º Grêmio 3º Brasil 4º Juventude | 5º Novo Hamburgo 6º Esportivo 7º São Paulo 8º São Borja |

Nota:Brasil e Grêmio acabaram empatados o octogonal final, o regulamento  previa jogos extras para desempate.
- 1º Jogo 30 de novembro de 1983

Grêmio 0-0 Brasil
- 2º Jogo 3 de dezembro de 1983

Brasil 4-0 Grêmio
Brasil de Pelotas segundo colocado no campeonato.

## Artilheiro
- Kita (Juventude) 15 gols

## Campeão
| Campeonato Gaúcho de 1983          |
| ---------------------------------- |
| INTERNACIONAL Campeão (28º título) |

## Segunda Divisão
Campeão:Pelotas
2º lugar:Santa Cruz